# Alistair MacLeod

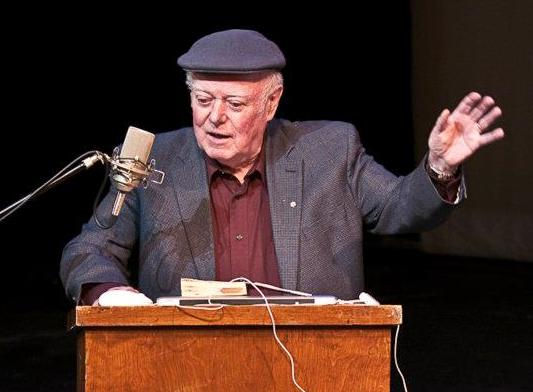
Alistair MacLeod (2012)

Alistair MacLeod, OC, (* 20. Juli 1936 in North Battleford, Saskatchewan; † 20. April 2014 in Windsor, Ontario) war ein kanadischer Schriftsteller, der 2001 mit seinem Roman Land der Bäume (No Great Mischief) den IMPAC-Preis gewann und für den Rogers Writers’ Trust Fiction Prize nominiert war.

## Leben
Um seine Ausbildung zu finanzieren, arbeitete MacLeod als Holzfäller, Bergarbeiter und Fischer. Im Sommer schrieb er Kurzgeschichten in einer Hütte am St-Lorenz-Strom, im Winter lehrte er früher als Professor für Englische Literatur an der University of Windsor. Als Erzählungsband ist Die Insel am bekanntesten.
Sein einziger Roman Land der Bäume erschien 1999 und gewann den bekannten IMPAC-Preis. Die spannungslose Erzählweise erntete auch Kritik; Hellmuth Karasek etwa tat den Roman als den eines „kanadischen Rosegger“ auf „Readers Digest-Niveau“ ab.
2008 wurde MacLeod als “Officer of the Order of Canada” ausgezeichnet. Er starb im April 2014 in Windsor, Ontario. Im Jahr 2015 wurde er postum mit dem Order of Nova Scotia geehrt.

## Werke
- Übers. Brigitte Jakobeit: Land der Bäume. (No great mischief) S. Fischer, Frankfurt 2001, ISBN 978-3-10-048813-8 (Roman)
  - Auszug Nächtliche Fahrt übers Eis. Eine Erinnerung an Kap Breton, in: Kanada fürs Handgepäck. Geschichten und Berichte. Ein Kulturkompass. (Anthologie) Hg. Anke Caroline Burger. Unionsverlag, Zürich 2010, unv. Neudr. 2018, S. 144–152
- Übers. Brigitte Jakobeit: Die Insel. Erzählungen. S. Fischer, Frankfurt 2003, ISBN 978-3-10-048814-5 Über Cape Breton Island (= The Island. The Collected Short Stories of Alistair MacLeod, 2000; zuerst in der Anthologie The Lost Salt Gift of Blood, 1976)
- Übers. Elfi Schneidenbach: Das Boot, in: Kolumbus und die Riesendame. Aufbau atv, Berlin 1992, S. 125 – 147 (The Boat, 1969; dt. auch in Die Insel enthalten)
- The Return, in: Contemporary Canadian Short Stories. Reclam, Stuttgart 1990 (in Engl.)